# Tenmoku
Tenmoku, ibland temoku, är en typ av keramisk glasyr, som utmärker sig genom sitt innehåll av järnoxid på mellan 8 och 15 procent. Glasyren skiftar i olika rostbruna till svarta nyanser, som är mörkare där glasyren ligger tjock, det vill säga i drejspår och omkring andra gropigheter i det underliggande godset ("skärven"). Glasyren gör sig därför ofta bäst på alster med en yta som inte är alltför slät.
Vissa tenmokuglasyrer har små fläckar som kan påminna om pälsen på en hare. Sådana glasyrer är kända som "harpälsglasyrer".
Tenmokuglasyren är en klassisk orientalisk glasyr, i likhet med glasyrtyper som bland annat chün, celadon och oxblod (eller "kopparröd" glasyr). Dessa glasyrer förekom i de antika kinesiska och japanska kulturerna århundraden innan de kom till europeisk eller amerikansk kännedom.

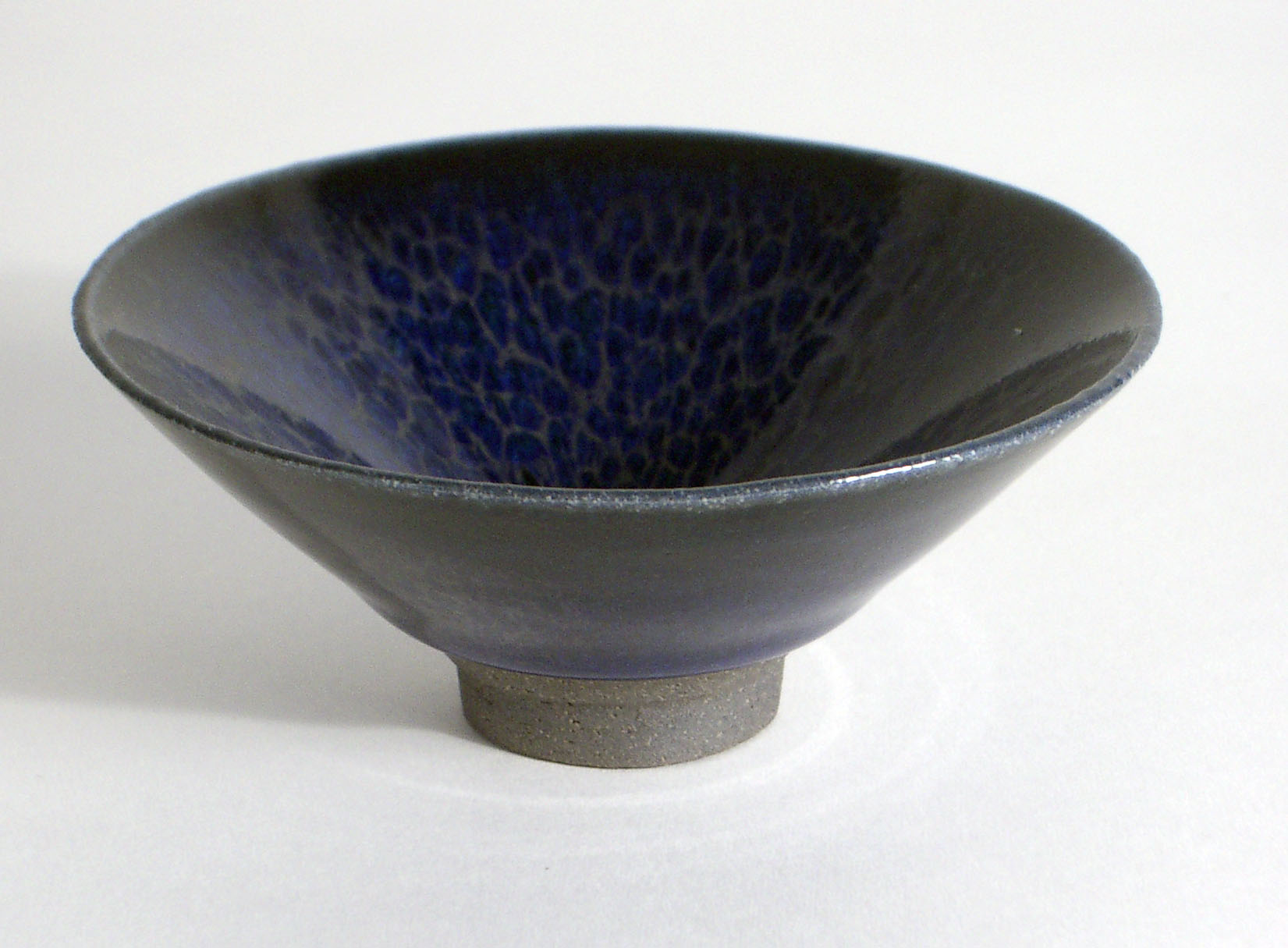
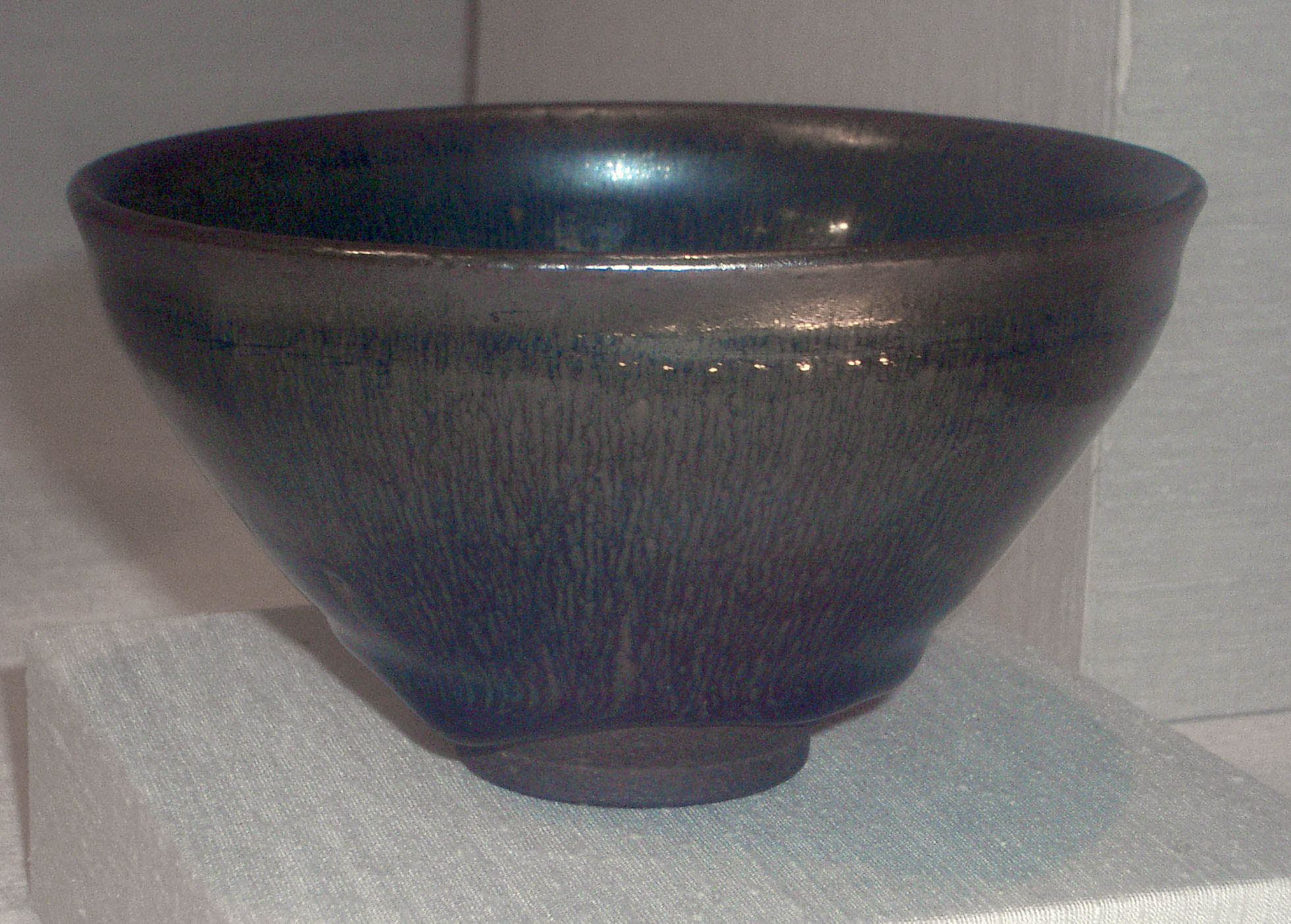